# 1736
1736 (MDCCXXXVI) a fost un an bisect al calendarului gregorian, care a început într-o zi de sâmbătă.

## Arte, știință, literatură și filozofie
- Începe construcția Domul romano-catolic din Timișoara (finalizat în 1754).

## Nașteri
- 24 februarie: Karl Alexander, Margraf de Brandenburg-Ansbach (d. 1806)
- 14 iunie: Charles-Augustin de Coulomb, fizician francez (d. 1806)

## Decese
- 16 septembrie: Daniel Gabriel Fahrenheit  (n. 1686)
- 1 iulie: Ahmed al III-lea  (n. 1673)
- 21 aprilie: Eugen de Savoia prințul casei de Savoy, apoi comandant în șef al armatelor Sfântului Imperiu Roman (n. 1663)
- 16 martie: Giovanni Battista Pergolesi compozitor italian (n. 1710)
- 7 februarie: Stephen Gray astronom britanic (n. 1666)
- 28 decembrie: Antonio Caldara  (n. 1670)
- 14 mai: Louis-Auguste de Bourbon, duce du Maine  (n. 1670)
- 26 septembrie: Louise Diane de Orléans  (n. 1716)
- 18 noiembrie: Jeanne Baptiste d'Albert de Luynes  (n. 1670)
- 2 aprilie: Étienne Allegrain  (n. 1644)
- 14 mai: Giovanni Battista Vivaldi  (n. 1655)
- 5 noiembrie: Claude-Guy Hallé pictor francez (n. 1652)
- 28 februarie: Costantin Costachi  (n. 1660)